# Berç Türker
Berç Türker, també conegut com a Berç Türker Keresteci, (Istanbul, 1870 - 1949) va ser un banquer i buròcrata otomà, polític turc i un dels líders de la comunitat armènia de Turquia.
Berç Keresteci o Berç Keresteciyan Efendi va estudiar al Liceu de Galatasaray i Robert Kolej. Treballa al Banc Otomà i el Ministeri de Finances de l'Imperi. Va donar suport a la Guerra d'Alliberament Turca enviant medicaments des d'Istanbul als nacionalistes turcs a Ankara, com oficial de la Mitja Lluna Roja otomà. Després de la fundació de la República Turca, va ser diputat a la Gran Assemblea Nacional tres vegades, en las eleccions de 1933, 1937 i 1943, i Atatürk li va donar el cognom Türker (home turc en turc) quan es legisla la llei de cognoms a 1934, com a part de les Reformes d'Atatürk.